# آن لینت
آن لینت (به انگلیسی: Anne Linnet) ۳۰ ژوئیهٔ ۱۹۵۳ خواننده، آهنگساز و نویسنده دانمارکی است. او تعدادی آلبوم انفرادی منتشر کرده و همچنین عضو چندین گروه از جمله شیت و شنل، آن لینت بند، و مارکیز دو ساد بوده‌است. آن لینت یکی از گروه کوچکی از نوازندگان و ترانه سرایان دانمارکی استکه در حال حاضر برای چندین سال به‌طور مداوم محبوبیت دارد.او بیش از سه و نیم دهه است که شخصیتی متمایز در صحنه موسیقی دانمارک بوده و به عنوان نویسنده و آهنگساز شهرت دارد. آن لینت به خاطر اشعار خوب و صادقانه اش، کاوش‌هایش در تعدادی از سبک‌های موسیقی، و تمایل دائمی برای امتحان کردن چیزهای جدید شناخته شده‌است. او در سال ۲۰۰۸ جایزه افتخار IFPI دانمارک را به خاطر فعالیت چندین ساله خود در صحنه موسیقی دانمارک دریافت کرد.آن لینت اولین حضور خود را در ۱۷ سالگی در سال ۱۹۷۰ با گروه "اشک" مستقر در آرهوس انجام داد که با آنها دو آلبوم منتشر کرد. در سال ۱۹۷۳ او یکی از بنیانگذاران گروه زنانه شیت و شنل بود که در هفت سال فعالیت مشترک چهار آلبوم منتشر کرد. یکی از بزرگ‌ترین موفقیت‌های آنها ترانه "Smuk og Dejlig" بود که توسط آن لینت نوشته شده بود.پس از جدایی، آن لینت گروهی را به نام آن لینت بند تشکیل داد که دو آلبوم به ترتیب در سال‌های ۱۹۸۱ و ۱۹۸۲ منتشر کردند. دو خواننده و نوازنده دیگر در گروه سانه سالومونسن و لیس سورنسن بودند، هر دو خوانندگان محبوبی که از آن زمان تاکنون حرفه‌های طولانی و موفقی داشته‌اند.

## دیسکوگرافی
- چیز شیرین ۱۹۷۳
- آن لینت ۱۹۷۴
- ذهن زنانه ۱۹۷۷
- تو دیوانه ای ۱۹۷۹
- برلین ۸۴ (۱۹۸۴)
- خیابان کودکی ۱۹۸۶
- من همین‌جا هستم ۱۹۸۸
- صبح یکشنبه برو ۱۹۸۹
- آهنگ من ۱۹۸۹
- جنگ و عشق ۱۹۹۰
- خیلی دانمارکی است ۱۹۹۲
- با من حرف بزن ۱۹۹۳
- دختر با دقت قدم بردار ۱۹۹۵
- توروالدسن ۱۹۹۶
- پسران عوضی ۱۹۹۷
- قطار شبانه به سمت زهره ۱۹۹۹
- من و تو ۲۰۰۰
- آروم باش ۲۰۰۳
- اینجا با من ۲۰۰۵
- آکواریوم ۲۰۰۷
- آن لینت ۲۰۰۸
- جعبه ۲۰۰۹
- کریسمس کتانی ۲۰۱۰
- بهترین ۲۰۱۱
- با اشتیاق تماس می‌گیرد ۲۰۱۲
- همه رویاهای من دربارهٔ تو ۲۰۱۵
- ما کریسمس را در می‌خوانیم ۲۰۲۰